# 아메리칸 인터내셔널 그룹
아메리칸 인터내셔널 그룹(영어: American International Group, Inc., AIG)은 미국 뉴욕 시에 본사를 둔 미국의 주요 보험 회사 중 하나이다. AIG에는 영국 런던 크로이든에 유럽 지사가 있으며, 홍콩에 아시아 지사가 있다. 2006년 포브스 글로벌 2000 목록에 의하면 AIG는 세계에서 4번째로 큰 회사이다. 2004년 4월 8일 다우 존스 산업평균지수에 편입되었으나 서브프라임 사건의 여파로 2008년 9월 22일 크래프트 푸드(Kraft Foods)로 대체되었다. 계열사는 미국의 항공기 임대를 하는 ILFC가 있다.
2006년 매출은 대략 미화 1131.9억 달러, 순수익은 140억 달러, 순이익률은 13.38%이다.

## 최근 동향
최근 서브프라임 여파로 파산직전의 상황까지 갔었으며 2008년 9월 현재 15개 부분의 자회사 매각을 추진하고 있으며 미국정부로부터 850억 달러를 구제금융받았다.

## 역사
1919년 코넬리우스 반데르 스타가 중국 상하이에 보험 대리점을 개점한 시절로 AIG 역사가 거슬러 올라간다. 스타는 중국인들에게 최초로 보험을 판매한 서양인 중 하나다. 그의 중국에서의 사업이 성공하자 그는 아시아, 라틴 아메리카, 유럽, 중동 등지로 사업을 넓혀갔다.
1962년, 코넬리우스 반데르 스타는 그 당시까지 그리 성공적이지 못했던 회사의 미국 영업을 모리스 R. "행크" 그린버그에 맡겼다. 모리스 그린버그는 당시까지 집중했던 "개인" 보험 판매에서 벗어나 "기업" 보험 판매에 집중하기 시작했다. 모리스 그린버그는 주어진 시장 상황 대비 보험이 때때로 너무 저렴하게 팔리는 일(미래의 지불금을 커버하기 위해)을 막기 위해, 보험 대리점이 아니라 독립적인 보험 중개인을 통해 보험을 팔기 시작하였다; 보험 대리점이 있었다면 회사는 보험 대리점이 보험을 전혀 못 팔거나 하더라도 봉급은 지급해야 했다. 하지만 보험 중개인을 통하면 회사는 매우 적은 추가 비용을 들여 오랜 기간 동안 특정 보험 상품의 판매가 줄어들어 있을지라도 보험 상품 가격을 적정하게 받아낼 수 있었다. 1968년 코넬리우스 스타는 모리스 그린버그를 후계자로 지목하였다. 1969년 기업을 공개하였다. 규제 위반 논란 속에서 2005년 2월 그린버그는 회사의 CEO 직에서 물러났다.
2006년 4월 6일 AIG 회장이자 CEO인 마틴 J. 설리번은 AIG가 영국 프리미어리그 축구 팀 맨체스터 유나이티드의 유니폼 광고 협찬사가 될 것이라고 발표하였다. AIG는 4년 동안 약 5천 650만 파운드(일 년에 천 410만 파운드)을 지불하기로 계약하였다.

## 지분 소유

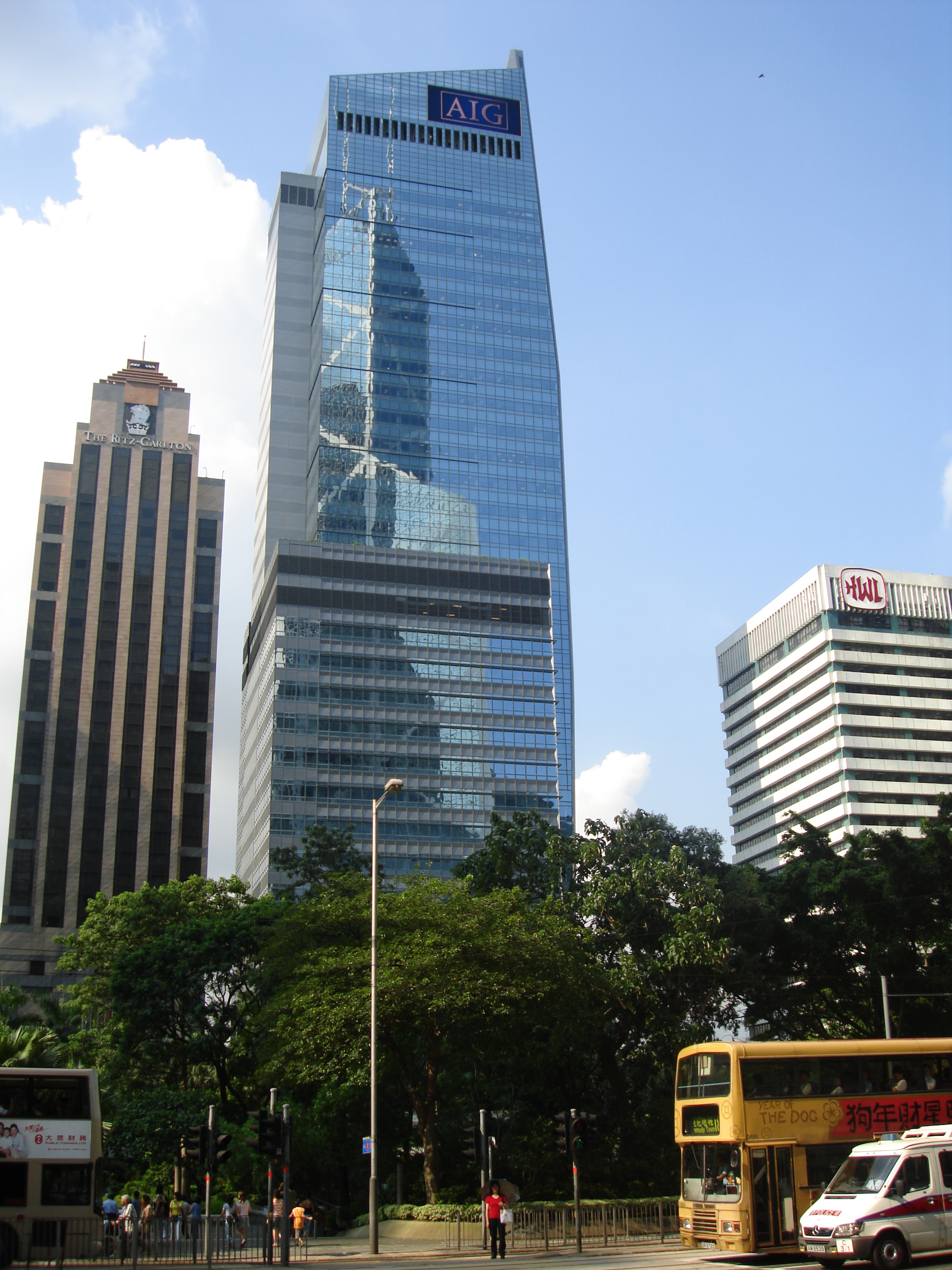
홍콩의 AIG 타워

AIG는 수백 여 대의 에어버스 A319부터 보잉 747 등을 취급하는 세계 최대의 항공기 리스 회사인 ILFC를 소유하고 있다.
여러 자회사들을 통해, AIG는 자동차 보험 등의 보험을 최급하는 21세기 보험 그룹(21st Century Insuarance Group)의 지분 62%를 소유하고 있다.
AIG는 직접 PICC의 9.9% 지분을 소유하고 있다. 이 직접적인 지분 외에도 세 개의 자회사들을 통해 19.8%의 지분을 소유하고 있다.
AIG는 스토우 마운튼 리조트 와 버몬트의 프라이빗 골프장을 소유하고 있다. 스토우와의 관계는 회사 창업자인 코넬리우스 스타가 리조트에 투자를 한 1946년으로 거슬러 올라간다. 모리스 R. 그린버그는 스토우에 집을 갖고 있으며, 현재도 스키를 즐긴다. 스토우는 AIG의 유일한 스키 사업이다. 스토익 올드 스토우, 새 시대
2007년 5월 이래로, 불가리아 텔레커뮤니케이션스 컴패니 대부분을 소유한다. 불가리아 내 제 3 위의 이동통신 사업자 비바텔을 소유한다. 

## 비즈니스
아메리칸 인터내셔널 그룹(AIG)는 세계 최대의 보험 금융 서비스 회사이다. 130여 개국 내에서 영업을 한다. AIG 그룹사들은 상업, 기관, 개인 소비자를 상대로 손해 보험 및 생명 보험 영업을 하고 있다. 미국 내에서 AIG는 상업 및 기업 보험 분야에 있어서 최대의 언더라이터이며, 생명 보험 부문에 있어서도 AIG American General 보관됨 2008-07-25 - 웨이백 머신 라는 회사가 있어 그 분야 수위에 들고 있다. AIG의 금융 서비스 부문은 항공기 대여(리스), 금융 상품, 트레이딩 마켓 메이킹 등을 포함하는데, AIG의 글로벌 소비자 금융 부문 비즈니스는 미국 내에서는 American General Finance 라는 회사 하에 영위되고 있다. AIG 선아메리카, AIG VALIC 등은 미국 내에서 몇 손가락 안에 꼽히는 연금 서비스 회사이며, 기타 투자 관리, 자산 관리, 고정 수입, 대체 투자, 부동산 투자 업무를 하고 있다. AIG의 일반주(common stock)은 뉴욕 증권거래소에서 상장되어 있으며, 또한 런던, 파리, 스위스, 도쿄의 증권 시장에도 상장되어 있다.

## 아시아 AIG 생명보험의 분리
2009년 3월 2일 AIG는 미 본사의 경영위기 타개의 일환으로 아시아 생명보험 부문인 AIA를 분리하여 특수목적회사로 이전함에 따라 사실상 분리됐다. 이에 따라 한국 AIG 생명보험은 AIA 산하로 이전되었으며, 2009년 6월 1일부터 상호명을 AIG생명에서 AIA생명으로 변경하였다.

## 차티스
2009년에 AIG생명보험이 AIA로 분리가 된이후 기존 AIG는 차티스로 이름을 바꾸었다. 그러다가 2013년 4월 1일부터는 차티스에서 다시 AIG로 변경이 되면서 AIG는 AIA와의 분리 4년 만에 본래 이름으로 돌아 간 것이다.|날짜=2017-01-21}}

## 같이 보기
- AIA생명 (홍콩)

### 데이터
- (영어) Yahoo! – American International Group, Inc. Company Profile.

### 서적
- (영어) Fallen Giant: The Amazing Story of Hank Greenberg and the History of AIG

### 짧은 글
- (영어) AIG to reveal details of Gen Re deal[깨진 링크(과거 내용 찾기)]
- (영어) Famous Philanthropists and the Foundations They Built - Part 1 ... - Cornelius Vander Starr